# Condado de Moultrie
O Condado de Moultrie é um dos 102 condados do Estado americano de Illinois. A sede do condado é Sullivan, e sua maior cidade é Sullivan. O condado possui uma área de 892 km² (dos quais 23 km² estão cobertos por água), uma população de 14 287 habitantes, e uma densidade populacional de 16 hab/km² (segundo o censo nacional de 2000). O condado foi fundado em 16 de fevereiro de 1843.